# Попов, Михаил (певец)
Михаи́л Хри́стов Попо́в (болг. Михаил Христов Попов; 21 сентября 1899, Плевен, Болгария — 15 августа 1978, София, Болгария) — болгарский оперный певец (бас). Народный артист НРБ.

## Биография
Юношей пел в церковном хоре. В 1924 году окончил юридический факультет Софийского университета. Брал уроки пения у Ивана Вульпе. Участвовал в спектаклях Софийской народной оперы. В 1925—1926 годах совершенствовался в консерватории Неаполя у Ф. де Лучии и у Роша. Пел в традициях итальянской школы бельканто. Выступал в городах Италии, в частности, был партнёром Джильи и Скипы. В 1927—1966 годах — солист Софийской народной оперы. С 1968 года — профессор Болгарской консерватории. Много гастролировал (в СССР впервые в 1948 году). Член БКП с 1946 года.

## Партии
- «Фауст» Гуно — Мефистофель
- «Севильский цирюльник» Россини — Дон Базилио
- «Дон Жуан» Моцарта — Лепорелло
- «Волшебная флейта» Моцарта — Зарастро
- «Похищение из сераля» Моцарта — Осмин
- «Жизнь за царя» Глинки — Иван Сусанин
- «Князь Игорь» Бородина — Кончак, Галицкий
- «Евгений Онегин» Чайковского — Гремин
- «Борис Годунов» Мусоргского — Пимен
- «Русалка» Даргомыжского — Мельник
- «Война и мир» Прокофьева — Кутузов
- «Фальстаф» Верди — Фальстаф
- «Проданная невеста» Сметаны — Кецал

## Награды
- 1947 — Заслуженный артист НРБ
- 1949 — Димитровская премия
- 1950 — Димитровская премия
- 1952 — Народный артист НРБ